# Регала, Джон
Джон Пол Гидо Буше Шеррер (англ. John Paul Guido Boucher Scherrer; 12 сентября 1967, Манила — 3 июня 2023, Кесон-Сити) — филиппинский актёр.
Регала был одним из самых одарённых филиппинских актёров и самых неоднозначных актёров местного шоу-бизнеса. В 1994 году он был номинирован на премию Гавада Уриана в категории «Лучшая мужская роль второго плана» за роль в фильме «История Фатимы Буэн». В 2011 году он получил награду «Лучший актёр второго плана» на 37-м кинофестивале в Метро Маниле за фильм «Вор в законе: История Асионга Салонги».
Регала наиболее известен ролями в фильмах «Алиас Бэби Фейс», «Примитиво Эбок Ала: Калабан Смертный и Бэби Ама», «Резня в Визконде: Боже, помоги нам!» и Батас Ко ай Бала.

## Биография
Родился в семье актёров. Стал сниматься в кино в середине 1980-х, позже перестал сниматься из-за злоупотребления наркотиками. Вернулся в кинематограф в начале 2000-х. Позже стал защитником окружающей среды и работал президентом и генеральным директором Project Green Evolution.

### Награды
Получил приз лучшему актёру второго плана на кинофестивале в столичном регионе Филиппин.

### Болезнь и смерть
В августе 2020 года Регала был госпитализирован с циррозом печени. Скончался 3 июня 2023 года от остановки сердца, вызванной осложнениями со стороны печени и почек, как подтвердила его жена в больнице общего профиля New Era.

## Фильмография
Частичная фильмография:
- Роковое задание (1992).
- Закон — это оружие (1996).
- Энкантадия (Encantadia; сериал) (2006).
- Бойня (2009).
- Дорога (2011).
- Президент (2012).